# 2–28 Bothwell Street
Unter der Adresse 2–28 Bothwell Street in der schottischen Stadt Glasgow befinden sich Geschäftsgebäude. Selten wird der Gebäudekomplex auch als Bothwell Chambers bezeichnet. 1973 wurden er als Ensemble in die schottischen Denkmallisten in der Kategorie B aufgenommen. Die Hochstufung in die höchste Denkmalkategorie A erfolgte 1988.

## Geschichte
Die Gebäudezeile wurde zwischen 1849 und 1852 nach einem Entwurf der schottischen Architekten Alexander Kirkland und John Bryce erbaut. Ursprünglich nahm der Komplex die Südseite des Karrees vollständig ein. Von den beiden Eckrisaliten wurde der westliche jedoch zwischenzeitlich abgebrochen und durch einen Neubau ersetzt. Zwischen 1976 und 1978 wurde die Gebäudezeile stark überarbeitet. Im Laufe der Zeit wurde die Gebäudezeile in drei architektonischen Fachpublikationen thematisiert.

## Beschreibung
Die Gebäudezeile befindet sich im Zentrum Glasgows nahe dem Bahnhof Glasgow Central. Ursprünglich besaß die Gebäudezeile einen symmetrischen Aufbau mit Mittel- und Eckrisaliten, der durch Abbruch des Westrisaliten aufgehoben wurde. Der Ostrisalit ist fünf, die restlichen drei Gebäudeabschnitte je sieben Achsen weit. Die Schaufenster der Ladengeschäfte und Gaststätten im Erdgeschoss sind neuen Datums. Korinthische Pilaster gliedern die Flächen zwischen den rundbögigen Schaufenstern vertikal. Weit auskragende Gurtgesimse verdachen die Fenster des Erdgeschosses. Schlichte Gesimse auf reliefierten Konsolen verdachen die Fenster des ersten Obergeschosses. Das abschließende Kranzgesims oberhalb des dritten Stockwerks ist mit Zahnschnitt und kleinen Löwenköpfen ornamentiert. Darauf verläuft eine steinerne Balustrade. Die zehn Achsen weite Fortsetzung entlang der Hope Street ist analog ausgestaltet.